# 1533 Саймаа
1533 Саймаа (1533 Saimaa) — астероїд головного поясу, відкритий 19 січня 1939 року.
Тіссеранів параметр щодо Юпітера — 3,222.
Названо на честь найбільшого озера Фінляндії Саймаа.